# Црква Светог Димитрија са старим гробљем у Митровој Реци
Црква Светог Димитрија са старим гробљем у Митровој Реци је грађевина која је саграђена крајем 16. или почетком 17. века, обновљена је 1853. године. С обзиром да представља значајну историјску грађевину, проглашена је непокретним културним добром Републике Србије. Налази се у Митрови, под заштитом је Завода за заштиту споменика културе Краљево.

## Историја
Црква Светог Димитрија је обновљена 1853. године, првобитна је била изграђена крајем 16. или почетком 17. века. Садржи типолошке и градитељске сличности са сеоским храмовима новопазарског краја за које је поуздано утврђен период изградње у то доба. Приликом обнове црква Светог Димитрија је продужена доградњом припрате. Представља једнобродну грађевину зидану тесаним квадерима камена пешчара, трахита и местимичних мермерних уметака која се на источној страни завршава споља осмостраном апсидом. Унутрашњи простор је засведен полуобличастим сводом и подељен на три травеја. Кровна конструкција је покривена ћерамидом. Поред цркве се налази старо гробље које више није у функцији, али садржи преко 360 документованих надгробних споменика грађених од исте врсте камена са неколико украсних мотива који се понављају. Црква са гробљем чини јединствену историјску целину и представља синтезу појединих карактеристичних стилских елемената својствених сакралној уметности српског народа новопазарског краја у периоду турске владавине. У централни регистар је уписана 2. октобра 2019. под бројем СК 2226, а у регистар Завода за заштиту споменика културе Краљево 18. септембра 2019. под бројем СК 266.